# 赵勇 (1976年)
赵勇（1976年6月25日—2021年4月8日），男，湖北当阳人，中国生物学家，中山大学生物科学学院教授、原院长。

## 生平
1976年6月25日，赵勇出生于中国湖北省当阳市。
1998年5月加入中国共产党，同年7月毕业于南开大学，获理学学士学位。2003年毕业于武汉大学并获理学博士学位，同年在武汉大学从事博士后研究。
2006年，赵勇进入德克萨斯大学西南医学中心从事博士后研究。
2011年，他返回中国，受聘为中山大学教授。
2021年4月8日因病在广东省广州市去世。